# Porotrichum krauseanum
Porotrichum krauseanum är en bladmossart som beskrevs av Georg Friedrich von Jaeger 1877. Porotrichum krauseanum ingår i släktet Porotrichum och familjen Neckeraceae. Inga underarter finns listade i Catalogue of Life.